# Ostrów (gmina Zgierz)
Ostrów – wieś w Polsce położona w województwie łódzkim, w powiecie zgierskim, w gminie Zgierz.
Miejscowość wchodzi w skład sołectwa Dzierżązna.
W latach 1975–1998 wieś należała administracyjnie do ówczesnego województwa łódzkiego.